# Evert Lundquist
Pour les articles homonymes, voir Lundquist.
Evert Lundqvist ou Evert Lundqvist, né le 27 février 1900 à Göteborg et mort le 19 février 1979 à Västra Frölunda (en), est un footballeur international suédois. Il évoluait au poste d'attaquant.

## Biographie

### En club
Evert Lundquist est joueur du Örgryte IS de 1924 à 1928,.
Il est champion de Suède en 1926 et 1928.

### En équipe nationale
International suédois, Evert Lundquist dispute neuf matchs et inscrit un but en équipe nationale suédoise de 1924 à 1927,.
Il dispute ses deux premiers matchs en sélection lors des Jeux olympiques de 1924 : il est titulaire lors des deux matchs pour la finale pour la troisième place. La Suède fait match nul 1-1 contre les Pays-Bas lors du premier match. Lors du match d'appui, Lundquist inscrit un but lors de la victoire 3-1 de l'équipe suédoise.
Son dernier match en sélection a lieu le 29 mai 1927 contre la Lettonie en amical (victoire 12-0 à Stockholm).

## Palmarès
| \| Örgryte IS - Championnat de Suède (2) : - Champion : 1925-26 et 1927-28. \| |  | Suède - Jeux olympiques : - Bronze : 1924. |
| Örgryte IS - Championnat de Suède (2) : - Champion : 1925-26 et 1927-28.       |  |                                            |